# Será entre tu y yo
Sera Entre Tu y Yo es una canción de Paulina Rubio que sirvió para el álbum Voces Unidas, en memoria del atentado terrorista en el que murieron dos personas, también se le incluyó como un sencillo de muy corta promoción del álbum "El Tiempo es Oro" donde en la reedición del disco viene como tema extra.

## Antecedentes y Producción
Cuando Paulina Rubio lanza en 1995 su tercer álbum, "El Tiempo es Oro", comienza con la promoción de este álbum poniendo en las radios sus tres sencillos Te daría mi vida, Nada de ti, Hoy Té Deje De Amar, en ese momento comienza a participar del elenco de la telenovela Pobre Niña Rica, y posterior a ella, es escogida como una de las estrellas juveniles del disco Voces Unidas, banda sonora oficial de los Juegos Olímpicos celebrados en Atlanta, en 1996. Paulina participa con la canción "Será Entre Tú y Yo" composición de Marco Flores.
- Datos: Q24937468